# La Rue (film)
Pour les articles homonymes, voir La Rue (homonymie) et Street Smart.
Pour plus de détails, voir Fiche technique et Distribution.
La Rue (Street Smart) est un film américain réalisé par Jerry Schatzberg, sorti en 1987.

## Synopsis
Comme il échoue à s’introduire dans le milieu de la prostitution, le journaliste Jonathan Fisher invente un article sur le sujet. Mais sa version des faits, si elle lui vaut la célébrité, ne plaît pas à tout le monde…

## Fiche technique
- Titre : La Rue
- Titre original : Street Smart
- Réalisateur : Jerry Schatzberg
- Scénariste : David Freeman
- Directeur de la photographie : Adam Holender
- Producteurs : Yoram Globus et Menahem Golan
- Musique : Robert Irving III avec Miles Davis
- Montage : Priscilla Nedd-Friendly
- Pays de production :  États-Unis
- Format : Couleur (TVC) - Son : Dolby
- Box-office : 1.119.112 $
- Durée : 97 minutes
- Dates de sortie :
  - États-Unis : 20 mars 1987
  - France : 10 juin 1987
- Film interdit en salle aux moins de 12 ans (France)

## Distributions
- Christopher Reeve (VF : Hervé Bellon) : Jonathan Fisher
- Kathy Baker : Punchy
- Mimi Rogers : Alison Parker
- Morgan Freeman (VF : Med Hondo) : Fast Black
- Jay Patterson : Léonard Pike
- André Gregory : Ted Avery
- Anna Maria Horsford : Harriet
- Frederick Rolf : Joel Davis
- Erik King : Reggie
- Michael J. Reynolds : Art Sheffield
- Shari Hilton (VF : Maïk Darah) : Darlène
- Donna Bailey : Yvonne
- Ed Van Nuys : Juge
- Dorian Joe Clark : Travesti
- Lynne Adams : Journaliste

## Distinctions

### Récompenses
- 1987 : LAFCA Award pour Morgan Freeman
- 1987 : NYFCC Award pour Morgan Freeman
- 1988 : BSFC Award pour Kathy Baker
- 1988 : NSFC Award pour Morgan Freeman (meilleur acteur dans un second rôle) et Kathy Baker (meilleure actrice dans un second rôle)
- 1988 : Independent Spirit Award pour Morgan Freeman

### Nominations
- 1988 : nomination aux Oscars pour Morgan Freeman, meilleur acteur
- 1988 : nomination aux Golden Globe Awards pour Morgan Freeman
- 1988 : nomination aux Independent Spirit Awards pour Kathy Baker